# Aigen (Gemeinde Hernstein)
Aigen ist eine Ortschaft in der Marktgemeinde Hernstein in Niederösterreich mit 357 Einwohnern (Stand 1. Jänner 2024).

## Geografie
Der in der Katastralgemeinde Hernstein liegende Ort besteht aus zwei zusammengewachsenen Siedlungen: Vorderaigen und Hinteraigen.

## Geschichte
An der Stelle Hinteraigens befand sich ursprünglich der Ort Odelansdorf, der Ende des 15. Jahrhunderts verödete. An der Stelle Vorderaigens lag ursprünglich vermutlich der Ort Arnoldsdorf (manche setzen diesen jedoch mit Alkersdorf gleich), der 1515 ebenfalls als öd bezeichnet wurde. 1569 begann die Wiederbesiedlung. 1590 zählte der Ort bereits 19 Häuser. Die „beiden Aigen“ (so 1787 genannt) wuchsen zusammen. 1795 waren es 30 Häuser und am Ende des 19. Jahrhunderts insgesamt 53 Häuser.
Im Jahr 1822 wurde der Ort als Dorf mit 34 Häusern genannt, das nach Hernstein eingepfarrt war und wohin auch die Kinder eingeschult wurden. Die Herrschaft Hernstein besaß die Ortsobrigkeit und besorgte die Konskription, die Herrschaft Gainfarn übte die Landgerichtsbarkeit aus. Über die Untertanen und Grundholde des Ortes verfügten die Herrschaften Hernstein, Enzesdel, Reichenau und Mariazell.
Im Jahr 1938 waren laut Adressbuch von Österreich in Aigen ein Bäcker, zwei Gastwirte, zwei Gemischtwarenhändler, ein Trafikant und einige Landwirte mit Ab-Hof-Verkauf ansässig.